# Øgruppe
Et arkipelag eller en øgruppe er en gruppe af øer, som i de fleste tilfælde findes i det åbne hav og i mindre grad i forbindelse med store landmasser. 
Udtrykket arkipelag er tidligere kun brugt om øerne i det Ægæiske Hav, men efterhånden også om andre øgrupper.
Ofte er øgrupperne af vulkansk oprindelse, dannet langs med oceanernes højderygge og i forbindelse med undersøiske aktive vulkaner. 
Mange andre processer er medvirkende til øgruppernes opbygning, blandt andet erosion og aflejringer.
Som nogle få eksempler på øgrupper kan nævnes Hirsholmene, Færøerne, de Kanariske Øer, den svenske skærgård og i USA staten Hawaii.
Udtrykket øhav benyttes også.

## Havretskonventionen
I de Forenede Nationers havretskonvention er begrebet arkipelag defineret lidt anderledes, idet økonomiske og politiske forhold er medtaget. Årsagen er, at der ved anvendelsen af havretskonventionen kan være modstridende økonomiske og juridiske interesser omkring f.eks. størrelsen af territorialfarvande, ret til mineralforekomster, suverænitetshævdelse etc. 

### Konventionens definitioner

#### Definiton 1
Konventionens definition lyder i forkortet udgave:
- Et arkipelag er en gruppe øer, herunder dele af øer, indbyrdes forbundne farvande og andre naturlige forekomster, som er så nært forbundne, at de udgør en naturlig geografisk, økonomisk og politisk enhed, eller som historisk er blevet betragtet som en sådan.

#### Definiton 2
Samme konvention definerer en arkipelagstat som:
- En stat, som er dannet helt af et eller flere arkipelager, og som kan omfatte andre øer.